# Уодди, Билли
Уильям Дин Уодди (англ. Wiliam Dean Waddy; 19 февраля 1954, Уортон, Техас — 21 января 2022, Нью-Брайтон, Миннесота) — профессиональный американский футболист, принимающий. Выступал на профессиональном уровне с 1977 по 1984 год, большую часть карьеры провёл в составе клуба «Лос-Анджелес Рэмс». Участник Супербоула XIV. На студенческом уровне играл за команду Колорадского университета. На драфте НФЛ 1977 года был выбран во втором раунде.

## Биография
Уильям Уодди родился 19 февраля 1954 года в Уортоне в Техасе. Окончил старшую школу Болинг, в 1973 году поступил в Колорадский университет. С 1973 по 1976 год выступал в турнире NCAA, играл на позициях уингбэка и сплит-энда. За карьеру набрал выносом 1554 ярда с 12 тачдаунами, на приёме — 475 ярдов с двумя тачдаунами. Трижды его включали в состав сборной звёзд конференции Big Eight.
В 1977 году на драфте НФЛ Уодди был выбран клубом «Лос-Анджелес Рэмс». В составе команды он провёл шесть сезонов, принимал участие в Супербоуле XIV, где «Рэмс» проиграли «Питтсбургу». Ещё один сезон он выступал за «Миннесоту Вайкингс». Суммарно за карьеру Уодди сделал 120 приёмов на 1953 ярда, занёс десять тачдаунов.
Уодди скончался 21 января 2022 года в Нью-Брайтоне в Миннесоте.